# Тальша (приток Уводи)
Тальша — река в России, протекает в Ивановской и Владимирской областях. Устье реки находится в 42 км по правому берегу реки Уводь. Длина реки составляет 23 км. В 6,6 км от устья принимает по правому берегу реку Секшу.
Исток реки в Савинском районе Ивановской области северо-западнее деревни Чертовики в 20 км к юго-западу от посёлка Савино. Течёт на юг, протекает деревни Чертовики, Крапивново и Кузнечиха, после чего перетекает на территорию Камешковского района Владимирской области. Здесь она протекает ряд деревень и крупный посёлок имени Горького, где поворачивает на восток. Впадает в Уводь на границе с Ивановской областью у села Яковлево.

## Данные водного реестра
По данным государственного водного реестра России, Тальша относится к Окскому бассейновому округу. Водохозяйственный участок реки — Уводь от истока и до устья. Речной подбассейн Тальши — бассейны притоков Оки от Мокши до впадения в Волгу, речной бассейн — Ока.
По данным геоинформационной системы водохозяйственного районирования территории РФ, подготовленной Федеральным агентством водных ресурсов:
- Код водного объекта в государственном водном реестре — 09010301012110000033182
- Код по гидрологической изученности (ГИ) — 110003318
- Код бассейна — 09.01.03.010
- Номер тома по ГИ — 10
- Выпуск по ГИ — 0